# Odile Versois
Odile Versois est une comédienne française, née le 15 juin 1930 dans le 15e arrondissement de Paris et morte le 23 juin 1980 à Neuilly-sur-Seine.

## Biographie

### Famille
Odile Versois naît sous le nom d'état civil de « Étiennette de Poliakoff » le 15 juin 1930 dans le 15e arrondissement de Paris. Ses parents sont des émigrés russes : son père Vladimir de Poliakoff est chanteur d'opéra, il est arrivé en France en 1915 et a participé à la Grande Guerre ; sa mère Militza Envald est danseuse étoile et est arrivée en 1919 après la révolution russe. Odile Versois a eu trois sœurs, ayant toutes embrassé la carrière artistique : Olga (1928-2009), comédienne et réalisatrice de télévision sous le nom d'Olga Varen ; Militza (1932-1988), actrice sous le nom d'Hélène Vallier ; Catherine Marina (née en 1938), actrice sous le nom de Marina Vlady.
Selon Paris Match du 11 juin 1955, l'initiale « V » commune aux quatre pseudonymes des sœurs Poliakoff serait le V de la victoire, symbole popularisé par la Seconde Guerre mondiale qu'elles ont vécue enfants ou adolescentes.

### Carrière
.
 

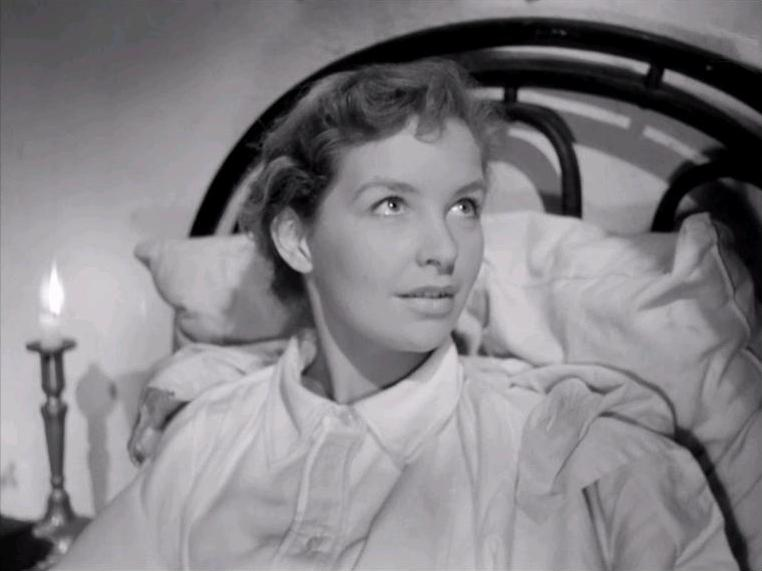
Odile Versois en 1958, dans son cinquième film La mariée ne peut pas attendre

Odile Versois est très tôt intéressée par le théâtre et le cinéma. Elle tourne son premier film à 18 ans avec le réalisateur Roger Leenhardt, immédiatement subjugué par sa beauté. L'année suivante, elle entraîne sa jeune sœur Catherine dans le monde du spectacle, et tourne avec elle Orage d'été, réalisé par Jean Gehret, sorti en 1949.

### Vie privée
Odile Versois épouse Jacques Dacqmine acteur de théâtre et de cinéma le 19 mars 1951.
Après avoir divorcé le 30 avril 1952, elle épouse le 9 mai 1953 le comte François Reynier Ambroise Henri Pozzo di Borgo avec qui elle a ensuite quatre enfants.

### Mort
Odile Versois meurt à 50 ans d'un cancer du sein, le 23 juin 1980 à Neuilly-sur-Seine,. Elle est inhumée au cimetière russe de Sainte-Geneviève-des-Bois (Essonne).

## Filmographie

### Cinéma
- 1948 : Les Dernières Vacances de Roger Leenhardt : Juliette
- 1949 : Orage d'été de Jean Gehret : Mari-Lou
- 1949 : Fantômas contre Fantômas de Robert Vernay : la jeune fille
- 1949 : Paolo et Francesca (Paolo e Francesca) de Raffaello Matarazzo : Francesca da Rimini
- 1949 : La mariée ne peut pas attendre (La sposa non può attendere) de Gianni Franciolini : Maria
- 1950 : Désordre, court métrage documentaire de Jacques Baratier : elle-même
- 1950 : Into the Blue (en) de Herbert Wilcox : Jackie
- 1950 : Les Anciens de Saint-Loup de Georges Lampin : Catherine Jacquelin
- 1951 : Bel Amour de François Campaux : Gilda Jorgegsen
- 1951 : Mademoiselle Josette, ma femme d'André Berthomieu : Josette Dupré
- 1952 : Domenica de Maurice Cloche : Domenica Léandri
- 1952 : La Répétition manquée, court métrage de Pierre Neurrisse
- 1952 : Grand Gala de François Campaux : Anna
- 1953 : Les Crimes de l'amour, sketch Mina de Vanghel de Maurice Clavel et Maurice Barry : Mina
- 1953 : Week-end à quatre (A Day to Remember) de Ralph Thomas : Martine Berthier
- 1954 : Évasion (The Young Lovers) de Anthony Asquith : Anna Szobek
- 1955 : Sophie et le Crime de Pierre Gaspard-Huit
- 1955 : Deux Anglais à Paris (To Paris with Love) de Robert Hamer : Lizette Marconne
- 1956 : Les Insoumises de René Gaveau : Hélène
- 1956 : À tombeau ouvert (Checkpoint) de Ralph Thomas : Francesca
- 1957 : Pour l'amour d'une reine (Herrscher ohne Krone) de Harald Braun : Reine Mathilde
- 1958 : Passeport pour la honte (Passport to Shame) d'Alvin Rakoff : Marie Louise dite Malou
- 1959 : Toi, le venin de Robert Hossein : Hélène Lecain
- 1960 : La Dragée haute de Jean Kerchner : Evelyne Barsac
- 1960 : Estoril y sus fiestas, court métrage (10') documentaire de Juan Manuel de La Chica et Vicente Minaya : apparition
- 1961 : Le Rendez-vous de Jean Delannoy : Édith
- 1961 : Le Trésor des hommes bleus de Edmond Agabra : Suzanne
- 1962 : Cartouche de Philippe de Broca : Isabelle de Ferrussac
- 1963 : Transit à Saïgon  de Jean Leduc
- 1963 : À cause, à cause d'une femme de Michel Deville : Nathalie
- 1965 : Dernier Tiercé de Richard Pottier : Jacqueline
- 1965 : La Pharmacienne, court métrage de Jany Holt et Serge Hanin
- 1967 : Le Désordre à vingt ans, documentaire de Jacques Baratier : apparition
- 1968 : Benjamin ou les Mémoires d'un puceau de Michel Deville : la femme mariée
- 1972 : Églantine de Jean-Claude Brialy : Marguerite
- 1975 : Stationschef Fallmerayer de Walter Davy (de) : Walewska
- 1977 : Le Crabe-Tambour de Pierre Schoendoerffer

### Télévision
- 1962 : L'inspecteur Leclerc enquête, épisode Obsession de Yannick Andréi
- 1964 : Le Pain de ménage de Paul Renty : Marthe
- 1966 : Le train bleu s'arrête 13 fois de Maurice de Canonge : Nathalie
- 1973 : L'Hiver d'un gentilhomme de Yannick Andréi : Christine de Sagne
- 1973 : Un monsieur bien rangé - épisode 1 et 2 (série de 4 ép.) : Viviane
- 1974 : La Juive du Château-Trompette de Yannick Andréi (série en 6 ép.) : la marquise de Beauséjour
- 1975 : Pas de frontières pour l'inspecteur : Le Bouc émissaire de Marcel Cravenne : Mlle Lindberg
- 1976 : Le Milliardaire de Robert Guez : Françoise Fabre-Simmons
- 1977 : Richelieu, le Cardinal de Velours de Jean-Pierre Decourt
- 1977 : Le Confessionnal des pénitents noirs de Alain Boudet : la marquise Vivaldi
- 1980 : Julien Fontanes, magistrat de Guy-André Lefranc : Inge Wolfrum
- 1980 : Les Enquêtes du commissaire Maigret, épisode : Maigret et les Vieillards de Stéphane Bertin : Hélène Mazeron

## Théâtre
- 1950 : Ami-ami de Pierre Barillet et Jean-Pierre Gredy, mise en scène Jean Wall, théâtre Daunou puis théâtre des Célestins en 1951
- 1959 : Hamlet de William Shakespeare, mise en scène Jean Darnel, arènes de Saintes
- 1963 : Pour Lucrèce de Jean Giraudoux, mise en scène Raymond Gérôme, festival de Bellac
- 1966 : Les Trois Sœurs d'Anton Tchekhov, mise en scène André Barsacq, théâtre Hébertot
- 1968-1969 : Jean de la Lune de Marcel Achard, tournées Barret
- 1970 : Ciel, où sont passées les dattes de tes oasis ? de Roger Hanin, mise en scène Jacques Ardouin, théâtre de la Potinière